# 瓦尔帕莱索
瓦尔帕莱索（直译：「天堂谷地」）位於太平洋岸，是智利立法首都（國會的所在地）、瓦尔帕莱索大區及瓦尔帕莱索省首府、也是智利最大的海港。在首都圣地亚哥西北120千米处。人口284,630（2012年），是智利第六大城市。以其為中心的大瓦爾帕萊索都會區是智利第二大都會區。同時管轄德斯文圖拉多斯群島。
舊城區在2003年被聯合國教科文組織列為世界文化遺產，並被國家命名為「智利的文化首都」。

## 历史
瓦尔帕莱索湾最初的居民是从事农业生产的皮昆切人，1536年，西班牙航海家胡安·德·萨阿维德拉登陆当地，并以其出生地西班牙的瓦尔帕莱索·德·阿里瓦将当地命名为瓦尔帕莱索。
在西班牙人殖民统治时代，瓦尔帕莱索只是一个小渔村。但在1818年智利独立后，瓦尔帕莱索成为了智利海军基地。随着远洋航运的发展，瓦尔帕莱索逐渐发展成为行经麦哲伦海峡和合恩角的轮船的中转站，特别是在加利福尼亞淘金潮时代，瓦尔帕莱索为前往美国的船只提供了重要的燃料和物资补充。另外，瓦尔帕莱索也吸引了大批来自英国、德国、意大利等国的的移民前来定居。逐渐发展成为一个多元文化的海港城市。

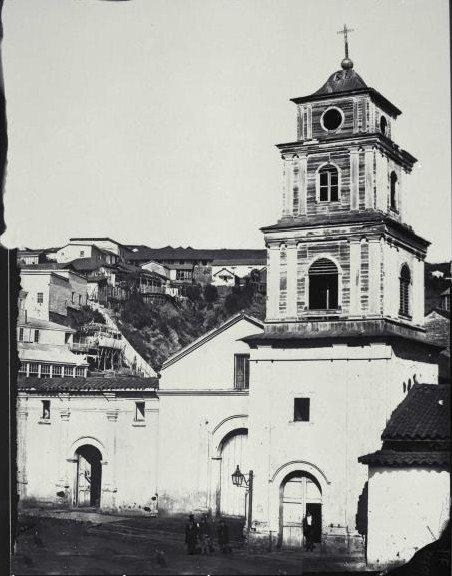
1864年建成的圣弗朗西斯科大教堂

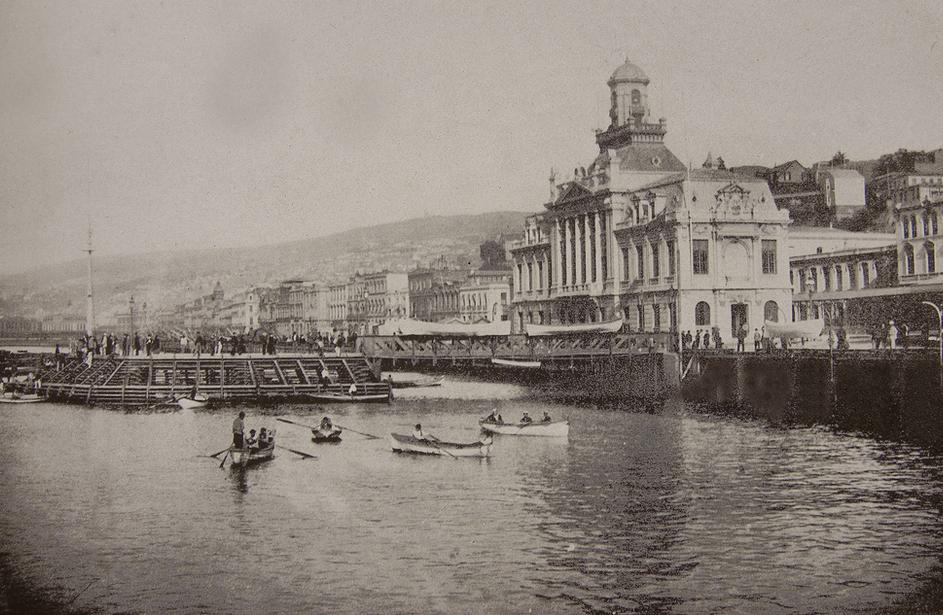
1888年的瓦尔帕莱索

瓦尔帕莱索的水星日报社是西班牙语世界最早发行的报纸，自1827年至今发行。
瓦尔帕莱索曾经因1906年地震等自然灾害而一度遭到破坏。
但随着1914年巴拿马运河的开通，大型轮船不再绕道麦哲伦海峡，瓦尔帕莱索和蓬塔阿雷纳斯等智利海港城市的地位逐渐下降。尽管如此，部分大吨位货轮因无法通过巴拿马运河，仍然需要经过瓦尔帕莱索。

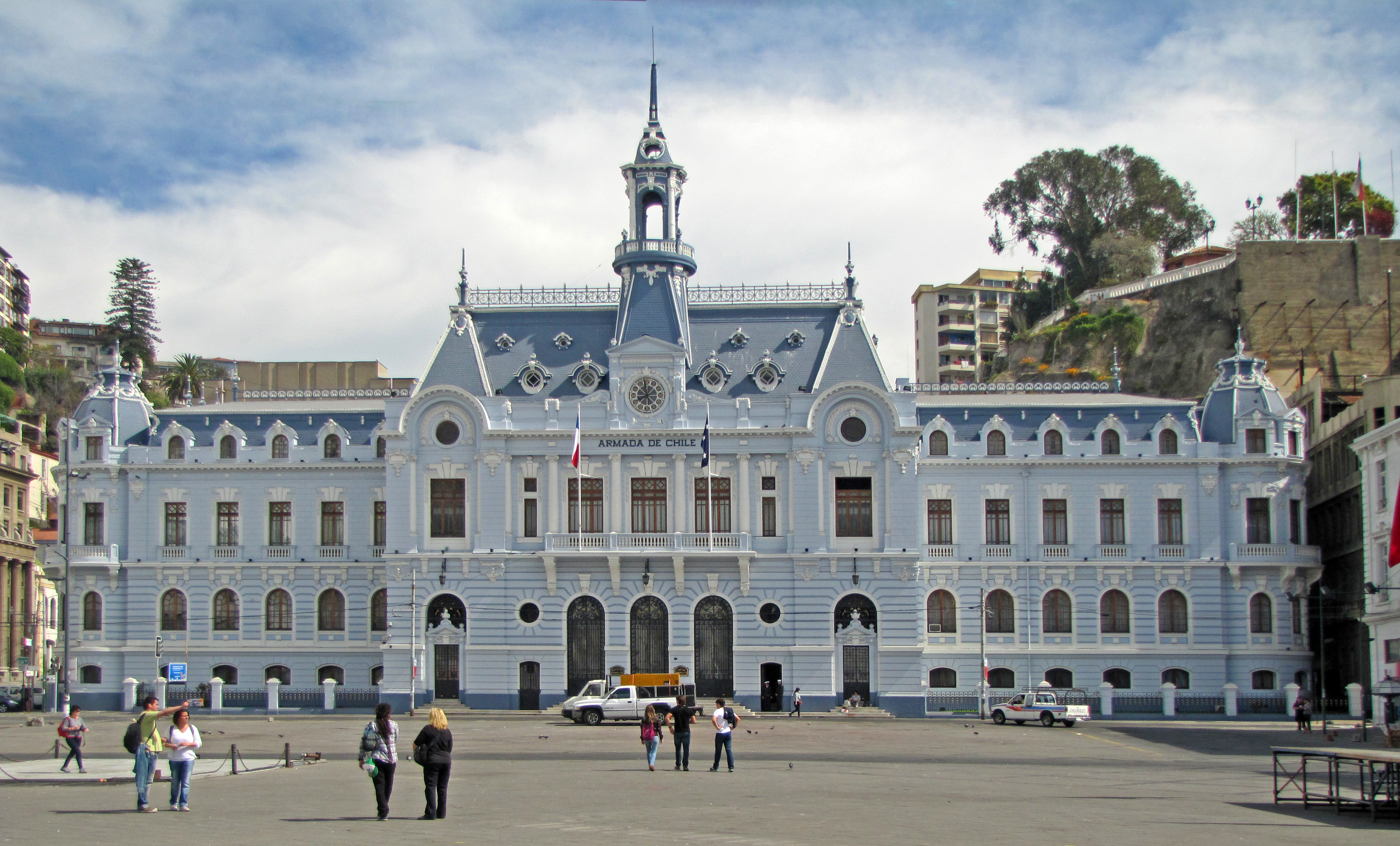
智利海军司令部大楼

1990年，智利国会由圣地亚哥迁至瓦尔帕莱索，除此之外，智利渔业部、文化部和海军司令部也位于瓦尔帕莱索。

## 氣候
瓦尔帕莱索属地中海气候。
| 瓦尔帕莱索                  | 瓦尔帕莱索 | 瓦尔帕莱索 | 瓦尔帕莱索 | 瓦尔帕莱索 | 瓦尔帕莱索 | 瓦尔帕莱索 | 瓦尔帕莱索 | 瓦尔帕莱索 | 瓦尔帕莱索 | 瓦尔帕莱索 | 瓦尔帕莱索 | 瓦尔帕莱索 | 瓦尔帕莱索 |
| 月份                        | 1月        | 2月        | 3月        | 4月        | 5月        | 6月        | 7月        | 8月        | 9月        | 10月       | 11月       | 12月       | 全年       |
| --------------------------- | ---------- | ---------- | ---------- | ---------- | ---------- | ---------- | ---------- | ---------- | ---------- | ---------- | ---------- | ---------- | ---------- |
| 平均高温 °C（°F）           | 23 (73)    | 23 (73)    | 21 (70)    | 19 (66)    | 17 (63)    | 16 (61)    | 16 (61)    | 16 (61)    | 18 (64)    | 18 (64)    | 20 (68)    | 22 (72)    | 19 (66)    |
| 平均低温 °C（°F）           | 13 (55)    | 13 (55)    | 12 (54)    | 11 (52)    | 10 (50)    | 9 (48)     | 8 (46)     | 8 (46)     | 10 (50)    | 10 (50)    | 11 (52)    | 12 (54)    | 11 (51)    |
| 平均降雨量 mm（）           | 2 (0.1)    | 2 (0.1)    | 4 (0.2)    | 18 (0.7)   | 97 (3.8)   | 128 (5.0)  | 88 (3.5)   | 67 (2.6)   | 30 (1.2)   | 16 (0.6)   | 7 (0.3)    | 3 (0.1)    | 462 (18.2) |
| 平均降雨天数（≥ 0.1 mm）    | 2          | 2          | 4          | 5          | 9          | 9          | 8          | 8          | 5          | 5          | 3          | 2          | 62         |
| 平均相對濕度（％）          | 72         | 74         | 76         | 78         | 80         | 80         | 80         | 79         | 78         | 75         | 71         | 70         | 76         |
| 月均日照時數                | 279.0      | 245.7      | 217.0      | 174.0      | 114.7      | 81.0       | 93.0       | 117.8      | 147.0      | 170.5      | 216.0      | 263.5      | 2,119.2    |
| 来源：Climate & Temperature |            |            |            |            |            |            |            |            |            |            |            |            |            |

## 文化和教育
瓦尔帕莱索移民后裔众多，因此德语、法语、意大利语和英语曾一度得到普遍使用，英国公司安东尼吉布斯和松斯、威廉逊-巴尔福的进驻使得瓦尔帕莱索成为了一个重要的商贸中心。除此之外英国移民也给智利带来了足球运动。智利第一个非天主教徒的墓地异议者墓地也是英国人所建。
瓦尔帕莱索主要的大学有瓦尔帕莱索大学、普拉亚·安恰大学、瓦尔帕莱索天主教大学等大学。
瓦尔帕莱索有着丰富多彩的夜生活，市区的酒吧和夜总会云集，水手和学生们经常光顾。

## 交通
传统上，瓦尔帕莱索都市交通依靠其1952年建立的无轨电车网、公交车以及地面纜車，直到2012年，美国普尔曼公司生产的无轨电车仍在瓦尔帕莱索继续运营，它们与缆车一起成为了本市的名片。2003年，智利政府宣布瓦尔帕莱索的无轨电车为国家历史纪念物。
瓦尔帕莱索的地面纜車则为城市中心区域和群山环绕的郊区提供了最早的公共交通服务，其中，康塞普西翁缆车于1883年开始使用，至今仍在继续运营。
2005年，瓦尔帕莱索的第一条地铁通车，连接了瓦尔帕莱索主城区和其卫星城比尼亚德尔马、基爾普埃、阿萊馬納鎮和利马切等地。一条长85千米的智利太阳高速公路则连接了首都圣地亚哥和瓦尔帕莱索。